# Ђорђо Сладоје
Ђорђо Сладоје (Клиња, 1954) српски је песник. Пореклом је из Херцеговине. Добитник је бројних награда и признања.
Био је оснивач и главни уредник часописа Траг, те уредник Летописа Матице српске. Живи и ствара у Новом Саду.

## Биографија
Ђорђо Сладоје је рођен 1954. године у Клињи, у Калиновику. Гимназију је завршио у Сечњу, данас Средња школа Вук Караџић, а затим се ради даљег школовања вратио у БиХ. У Сарајеву је студирао социологију и ту је и остао до 1992. године, радећи у Народној и универзитетској библиотеци у Сарајеву. Избегао је у Врбас, услед рата, и радио као секретар Фестивала поезије младих и уредник часописа Траг до 2007. године. Од 2007. године до пензионисања радио је као уредник књижевног програма  у Културном центру Новог Сада.Потом је био главни и одговорни уредник Летописа Матице српске.
Изгнанство, природа, завичај, чести су мотиви у његовом богатом поетском опусу.
Члан је Удружења књижевника Србије, Удружења књижевника Републике Српске и Друштва књижевника Војводине.

## Награде
Добитник је следећих награда:
1. Октобарска награда града Врбаса.[4]
2. Награда Фестивала југословенске поезије младих, за песму „Говорим тихо пролазећи градом”, 1975.
3. Награде листа „Младост”, за књигу Дневник несанице, 1977.
4. Змајева награда, за књигу Трепетник, 1993.
5. Награда „Бранко Ћопић”, за књигу Трепетник, 1993.
6. Награда „Кочићево перо”, за књигу Дани Лијевљани, 1996.
7. Награда „Кондир Косовке девојке”, 1997.
8. Награда „Ристо Ратковић”, 1997.
9. БИГЗ-ова награда, за књигу Петозарни мученици, 1998.
10. Награда „Пјесник – свједок времена”, за укупан допринос српској поезији, 1999.
11. Награда „Печат вароши сремскокарловачке”, за књигу Далеко је Хиландар, 2001.
12. Награда „Круна деспота Стефана Лазаревића”, 2002.
13. Награда „Скендер Куленовић”, за књигу Душа са седам кора, 2003.
14. Награда „Лаза Костић”, за књигу Огледалце српско, 2004.
15. Награда „Песничко успеније”, 2005.
16. Награда „Заплањски Орфеј”, за песму „На гробу очевом”, 2006.
17. Награда „Петровдански вијенац”, за књигу песама Манастирски баштован, 2008.
18. Дучићева награда, 2007.
19. Награда „Жичка хрисовуља”, 2007.
20. Награда „Јелена Балшић”, 2007.
21. Награда „Душко Трифуновић”, Пале, 2008.
22. Награда „Др Шпиро Матијевић”, за књигу Манстирски баштован, 2009.
23. Награда „Шантићев шешир и штап”, 2009.
24. Повеља Видовданских пјесничких сусрета, 2010.
25. Награда „Одзиви Филипу Вишњићу”, 2011.
26. Велика базјашка повеља, 2012.
27. Награда „Змај Огњени Вук”, за књигу Златне олупине, 2012.
28. Награда „Марко Миљанов”, за књигу Златне олупине, 2013.
29. Награда „Песничко успеније”, 2013.
30. Награда „Деспотица мати Ангелина”, 2018.[5]
31. Награда „Рачанска повеља”, 2018.[6]
32. Дисова награда, 2019.[2]
33. Изузетна Вукова награда, за 2019.[7]
34. Награда „Извиискра Његошева”, 2020.[8]
35. Награда „Милан Богдановић”, 2022.
36. Награда „Јефимијин вез”, за збирку песама Димни знаци, 2024.

## Дела
Књиге песама
- Дневник несанице (1976)
- Велики пост (1984)
- Свакодневни уторник (1989)
- Трепетник (1992)
- Плач Светог Саве (1995)
- Петозарни мученици (1998)
- Далеко је Хиландар (2000)
- Огледалце српско (2003)
- Мала васкрсења (2006)
- Манастирски баштован (2008, 2009)
- Златне олупине (2012)
- Силазак у самоћу (2015)
- Певач у магли (2017)
- Димни знаци (2023)

Књиге изабраних песама
- Дани лијевљани (1996)
- Чуваркућа (1999)
- Душа са седам кора (2003)
- Поглед у авлију (2006)
- Горска служба (2010)
- Земља и речи (2011)
- Одлагање одласка (2019)
- Занатски дом (2019)

и књига изабраних песама у Москви на руском језику:
- Привикавање на будућност (2007), приредио Андреј Базилевски

и приредио је:
- Најлепше песме Рајка Петрова Нога (2002)